# Manuel Menéndez Menéndez
Manuel Menéndez Menéndez (Ovanes, Salas, 6 de diciembre de 1959) es un catedrático y banquero español. 

## Trayectoria académica
Es doctor en Ciencias Económicas por la Universidad de Oviedo. En esta universidad es catedrático en el departamento de Administración de Empresas y Contabilidad.

## Trayectoria en entidades financieras
En febrero de 1995 accedió a la presidencia de Cajastur. En marzo de 2000 fue sucedido en el puesto por el economista Paulino García Suárez y unos meses después, en julio, Menéndez volvió a ejercer de presidente. Cuando la entidad se transformó en fundación bancaria, fue patrono hasta 2016, momento en el que se centró en su trabajo al frente de Liberbank, entidad bancaria en la que ha desempeñado diversos puestos ejecutivos:
- Presidente Ejecutivo (2011-2014)[6]
- Consejero Delegado (2014-2021)

En 2016, el partido político Podemos solicitó, sin éxito, la dimisión de Menéndez de su puesto. En 2017, tras una importante caída bursátil de Liberbank, Manuel Menéndez transmitió a la opinión pública un mensaje de tranquilidad aclarando la solvencia de su empresa.
En 2019 la junta general de accionistas de Liberbank reeligió a Menéndez como consejero ejecutivo.
En 2021, tras la fusión por absorción de Liberbank por Unicaja Banco, Manuel Menéndez pasó a ser el consejo delegado de la entidad malagueña, cargo que tuvo que abandonar en septiembre de 2023 tras pactar su salida.

## Trayectoria en compañías energéticas
En 2001, fue nombrado presidente de Hidrocantábrico (HC), empresa energética que se ha integrado en la compañía multinacional EDP.

## Comparecencias parlamentarias
Manuel Menéndez ha comparecido en diversas ocasiones en sede parlamentaria: en febrero de 2016 en el parlamento de Asturias y en mayo de 2018 en el Congreso de los Diputados en el marco de la comisión de investigación sobre la crisis bancaria en España.

## Solicitudes de investigación
Diversos sindicatos, como Corriente Sindical de Izquierdas (CSI) y CCOO, han solicitado la apertura de una investigación a Manuel Menéndez, pero nunca ha sido imputado formalmente ya que la justicia ha archivado las denuncias presentadas.

## Libros publicados
- Curso de contabilidad interna (Alfa Centauro, 1989)
- Contabilidad financiera (Alfa Centauro, 1991)
- Contabilidad financiera superior (Civitas Ediciones, 1996)
- Contabilidad general (Civitas Ediciones, 1997)